# Цивільний календар

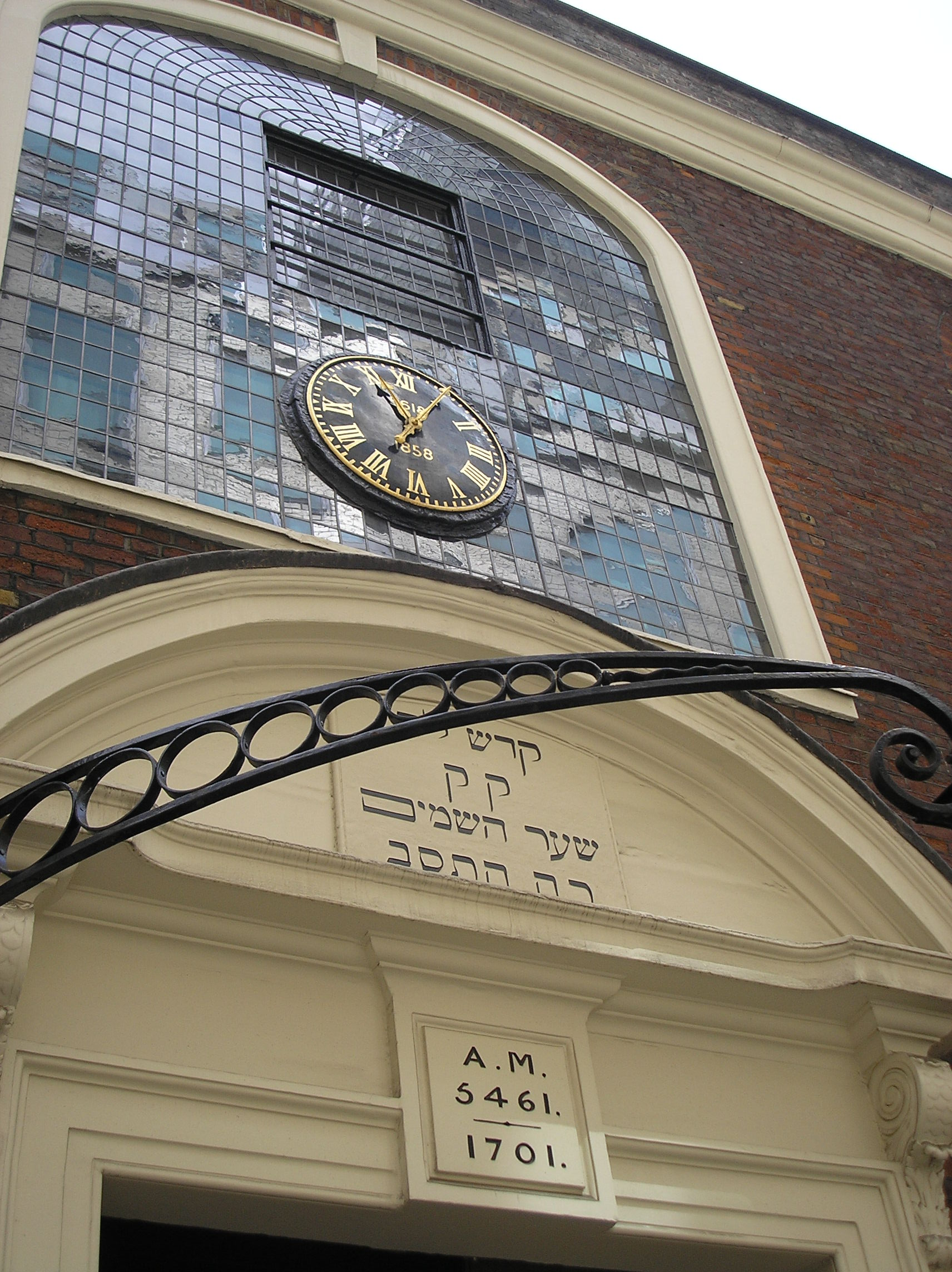
Напис над синагогою Бевіса Маркса в Лондонському Сіті вказує 5461 рік за Anno Mundi та 1701 рік за цивільним календарем.

Цивільний календар — календар або, можливо, один із кількох календарів, які використовуються в державі для цивільних, офіційних чи адміністративних цілей. Цивільний календар майже завжди використовується для загальних цілей людьми та приватними організаціями.
Найпоширенішим цивільним календарем і де-факто міжнародним стандартом є григоріанський календар. Хоча цей календар у 1582 році вперше був оголошений папою Григорієм XIII для використання в католицьких країнах, з того часу його для зручності прийняли багато світських і нехристиянських країн, хоча деякі країни використовують інші календарі.

## Цивільні календарі по всьому світу
168 держав світу використовують григоріанський календар як єдиний цивільний календар станом на 2021 рік. Більшість нехристиянських країн прийняли його в результаті колонізації, з деякими випадками добровільного прийняття.
П'ять країн не прийняли григоріанський календар: Афганістан та Іран (використовують сонячний календар Хіджри), Ефіопія та Еритрея (ефіопський календар) і Непал (Вікрам Самват і Непал Самбат).
Чотири країни використовують модифіковану версію григоріанського календаря (з ерами, відмінними від Anno Domini): Японія (японський календар), Північна Корея (північнокорейський календар), Тайвань (календар Мінго) і Таїланд (тайський сонячний календар). У перших двох країнах також використовується ера Anno Domini. Раніше Південна Корея використовувала корейський календар з 1945 по 1961 рік.
Вісімнадцять країн використовують інший календар поряд з григоріанським: Алжир (місячний календар хіджри), Бангладеш (бенгальський календар), Єгипет (місячний календар хіджри та коптський календар), Індія (національний календар Індії), Ірак (календар місячної хіджри), Ізраїль (календар на івриті), Йорданія, Лівія, Мавританія, Марокко (місячний календар). календар хіджри), М'янма (бірманський календар), Оман, Пакистан, Саудівська Аравія, Сомалі, Туніс, Об'єднані Арабські Емірати та Ємен (місячний календар хіджри).